# Гартман, Антон Теодор
Антон Теодор Гартман (нем. Anton Theodor Hartmann; 25 июня 1774, Дюссельдорф — 20 апреля 1838, Росток) — немецкий богослов, гебраист.

## Биография
Антон Теодор Гартманн был сыном бизнесмена, он учился в средних школах в Оснабрюке и Дортмунде, а в 1793 году отправился изучать богословие в Гёттингенский университет. Окончил Гёттингенский университет, где преподавал в течение 15 лет.
С 1811 года — профессор теологии Ростокского университета.
С 1822 года — член-корреспондент Петербургской АН.

## Научное наследие
Автор работ по гебраистике.

### Труды
- Die Hebräerin am Putztische und als Braut: Vorbereitet Durch eine Uebersicht der Wichtigsten Erfindungen in dem Reiche der Moden bei den Hebräerinnen von den Rohesten Anfängen bis zur Ueppigsten Pracht. 3 Bde. Amsterdam, 1809—1810 (историческое исследование о еврейских модах от библейской эпохи до последнего времени).
- Historisch-Kritische Forschungen über die Bildung, das Zeitalter und den Plan der Fünf Bücher Mose’s, Nebst ciner Beurtheilenden Einleitung und ciner Genauen Charakteristik der Hebräischen Sagen und Mythen. Б/м, 1831 (наиболее содержательное изложение «fragment-theory»).
- В 1835 году издал несколько брошюр против политической эмансипации евреев.